# Cossos de Herring
Els cossos de Herring o cossos neurosecretors són estructures que es troben a la hipòfisi posterior. Representen l'extrem terminal dels axons de l'hipotàlem, i les hormones s'hi emmagatzemen temporalment. Són terminals neurosecretors.
L'hormona antidiürètica (ADH) i l'oxitocina s'emmagatzemen en els cossos de Herring, però no s'emmagatzemen simultàniament al mateix cos.
A més, cada cos també conté ATP i un tipus de neurofisina. Les neurofisines són proteïnes d'unió, de les quals n'hi ha de dos tipus: la neurofisina I i la neurofisina II, que s'uneixen a l'oxitocina i l'ADH, respectivament. La neurofisina i la seva hormona esdevenen un complex considerat com una única proteïna i emmagatzemat a la neurohipòfisi. Després de l'estimulació per part de l'hipotàlem, els grànuls secretors alliberen les hormones emmagatzemades al torrent sanguini. Les fibres dels nuclis supraòptics estan relacionades amb la secreció d'ADH; nuclis paraventriculars amb oxitocina.
Aquesta estructura anatòmica rep el nom de Percy Theodore Herring, que la va descriure el 1908 a partir d'observacions histològiques de la hipòfisi. Herring va observar que el lòbul posterior contenia petits cossos hilains, refractius quan no són coberts per la tinció, i amb aspecte granular. A partir d'aquestes observacions, Herring va especular que podien estar implicats en la secreció hormonal. Amb el microscopi electrònic es pot observar que tenen una gran quantitat de vesícules neurosecretores. Tot i això, els cossos de Herring no són el lloc de secreció d'aquestes vesícules, sinó que estan implicats en la seva eliminació autofàgica.